# STS-51F
STS-51-F — девятнадцатый космический полёт «Спейс шаттла» и восьмой космический полёт «Спейс шаттла» «Челленджер», также известный как миссия «Спейслэб-2». Целью полёта было проведение научных исследований в лабораторных модулях, установленных в грузовом отсеке шаттла. Миссия стартовала 29 июля 1985 года из Космического центра Кеннеди в штате Флорида.
Во время запуска произошёл отказ датчиков главных двигателей шаттла (SSME), один из трёх главных двигателей был выключен. Единственный за все полёты шаттла инцидент «Возврат с орбиты» (англ. Abort to Orbit) (ATO).

## Экипаж
|      | Астронавт          |                                  | Полёт                              | Позиция                           |
| ---- | ------------------ | -------------------------------- | ---------------------------------- | --------------------------------- |
| НАСА | Чарлз Фуллертон    | (англ. Charles Gordon Fullerton) | (2-й, последний космический полёт) | командир                          |
| НАСА | Рой Бриджес        | (англ. Roy Dubard Bridges, Jr.)  | (единственный)                     | пилот                             |
| НАСА | Карл Хенайз        | (англ. Karl Gordon Henize)       | (единственный)                     | специалист полёта 1               |
| НАСА | Стори Масгрейв     | (англ. Story Musgrave)           | (2)                                | специалист полёта 2               |
| НАСА | Энтони Инглэнд     | (англ. Anthony W. England)       | (единственный)                     | специалист полёта 3               |
| НАСА | Лорен Эктон        | (англ. Loren Acton)              | (единственный)                     | специалист по полезной нагрузке 1 |
| НАСА | Джон-Дейвид Бартоу | (англ. John-David F. Bartoe)     | (единственный)                     | специалист по полезной нагрузке 2 |

Дублирующий экипаж
|       | Астронавт            |                         |  | Позиция                           |
| ----- | -------------------- | ----------------------- |  | --------------------------------- |
| НАСА: | Джордж Уоррен Саймон | (англ. George W. Simon) |  | специалист по полезной нагрузке 1 |
| НАСА: | Дайэнн Кэзник Принз  | (англ. Dianne K. Prinz) |  | специалист по полезной нагрузке 2 |

Рассадка экипажа
| Сиденье | Запуск    | Посадка   | Сиденья 1–4 находятся на полётной(верхней) палубе. Сиденья 5–7 на средней палубе. |
| ------- | --------- | --------- | --------------------------------------------------------------------------------- |
| 1       | Фуллертон | Фуллертон | Сиденья 1–4 находятся на полётной(верхней) палубе. Сиденья 5–7 на средней палубе. |
| 2       | Бриджес   | Бриджес   | Сиденья 1–4 находятся на полётной(верхней) палубе. Сиденья 5–7 на средней палубе. |
| 3       | Хенайз    | Хенайз    | Сиденья 1–4 находятся на полётной(верхней) палубе. Сиденья 5–7 на средней палубе. |
| 4       | Масгрейв  | Масгрейв  | Сиденья 1–4 находятся на полётной(верхней) палубе. Сиденья 5–7 на средней палубе. |
| 5       | Инглэнд   | Инглэнд   | Сиденья 1–4 находятся на полётной(верхней) палубе. Сиденья 5–7 на средней палубе. |
| 6       | Эктон     | Эктон     | Сиденья 1–4 находятся на полётной(верхней) палубе. Сиденья 5–7 на средней палубе. |
| 7       | Бартоу    | Бартоу    | Сиденья 1–4 находятся на полётной(верхней) палубе. Сиденья 5–7 на средней палубе. |

### Примечание
Карлу Хенайзу во время полёта было 58 лет, он стал самым пожилым на тот момент человеком, совершившим космический полёт, в том числе и первый космический полёт.
Как и в предыдущих миссиях «Спейслэба», экипаж был разделён на две 12-часовые смены. Эктон, Бриджес и Хенайз составляли «красную команду», а Бартоу, Инглэнд и Масгрейв составляли «синюю команду»; командир Фуллертон мог при необходимости переходить между командами.
На борту находилось «Челленджер» два скафандра (EMU) для случая необходимости незапланированного выхода в открытый космос, который совершили бы Инглэнд и Масгрейв.

## Параметры миссии
- Масса:
  - Стартовая при запуске: 114,693кг
  - Полезной нагрузки: 16,309 кг
- Перигей: 312.1 км
- Апогей: 321.1 км
- Наклонение: 49,5°
- Период вращения: 90.9 мин

## События на старте
Стартовый отсчёт 12 июля 1985 года был автоматически остановлен после зажигания главных двигателей на стадии Т-3, за три секунды до старта, в связи со сбоями в работе клапана хладагента второго двигателя шаттла. Двигатели двух твёрдотопливных ракетных ускорителей ещё не работали. (Зажигание в них происходит в момент старта, и после этого заглушить их уже невозможно). Корабль остался на стартовом столе, но несколько минут сильно вибрировал и дрожал.
Через 17 дней, 29 июля 1985 года, «Челленджер» всё-таки взлетел с задержкой в один час и 37 минут из-за проблем на стартовом столе с обслуживанием таблиц блока обновлений восходящей линии связи. Через 5 минут 45 секунд после старта из-за отказа датчика температуры топливной турбины отключился один из трёх маршевых двигателей челнока. На восьмой минуте отказал такой же датчик на турбине правого маршевого двигателя, а датчик температуры самого двигателя указывал на предельно допустимые значения, угрожая отключением второго двигателя. Ситуация могла привести к аварийному завершению миссии с посадкой в международном аэропорту Мадрида и угрозой потери корабля и экипажа. Наземный диспетчер ускорителей Дженни Ховард оперативно среагировала, порекомендовав экипажу подавить отключение второго двигателя, основываясь на показаниях других датчиков.
Из-за того, что во время выхода на орбиту полностью отработали только два двигателя, шаттл в итоге вышел на более низкую орбиту — 265 км вместо 385 км.

## Задачи полёта

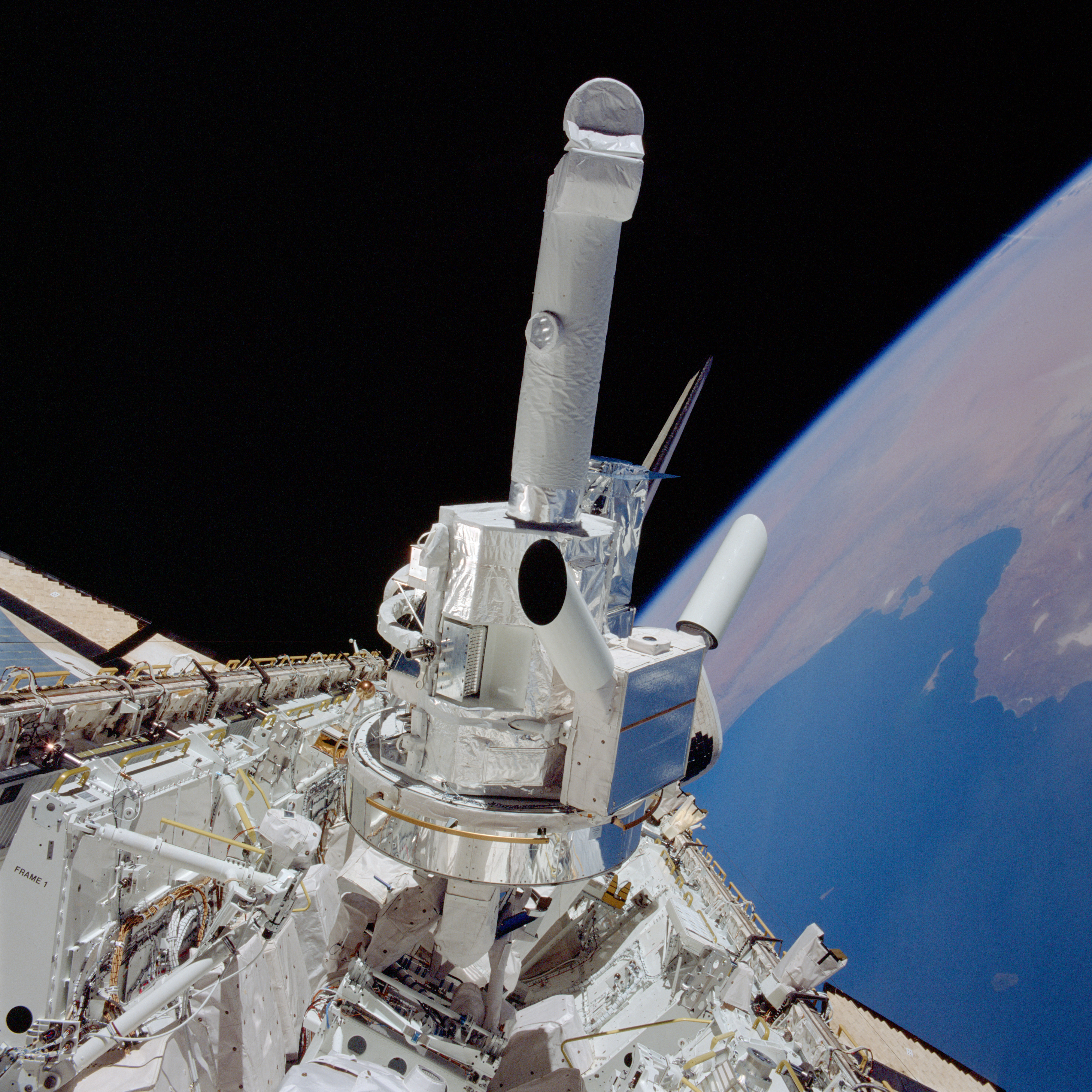
Выполнение эксперимента

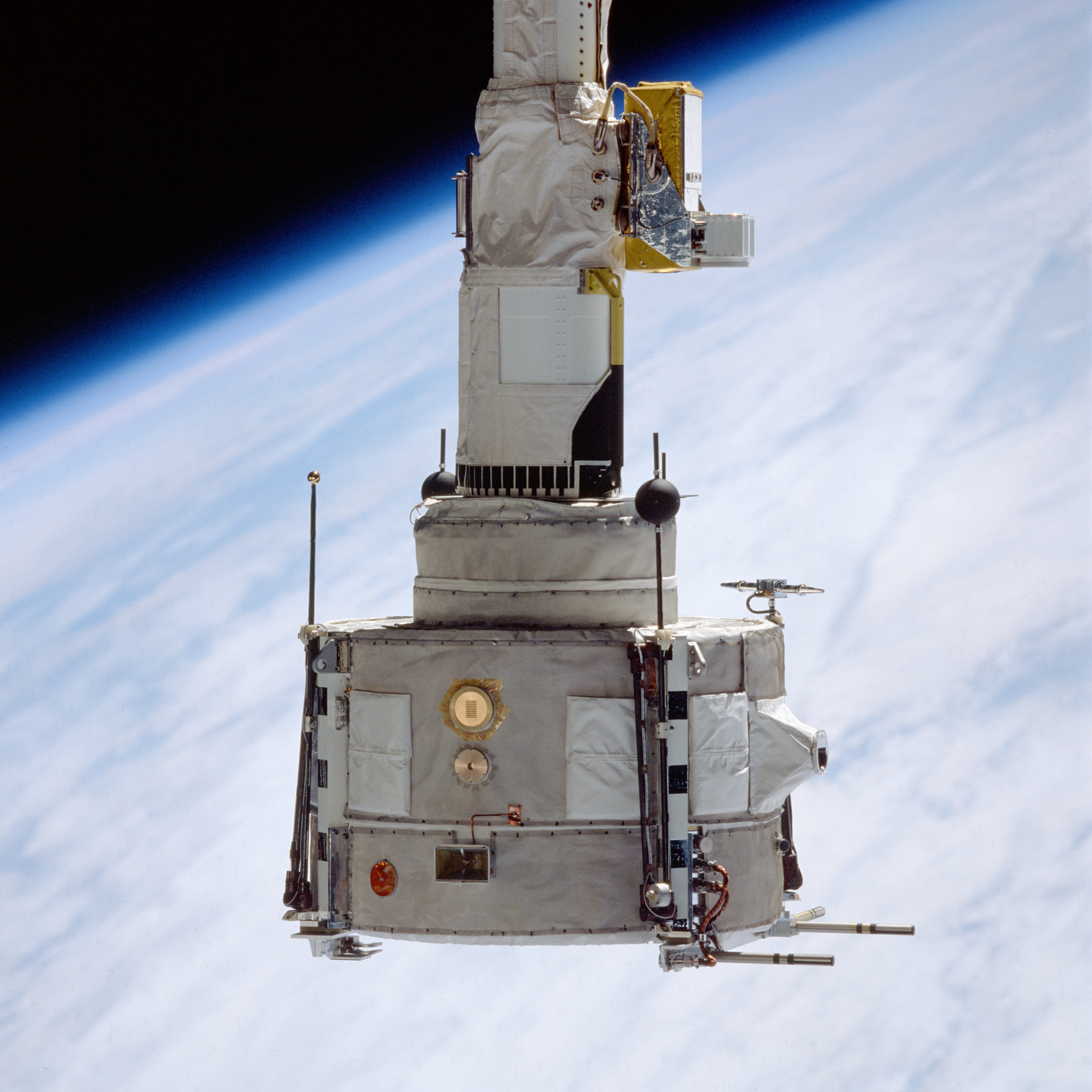
Эксперименты в космосе The Plasma Diagnostics Package (PDP) grappled by the Remote Manipulator System (RMS).

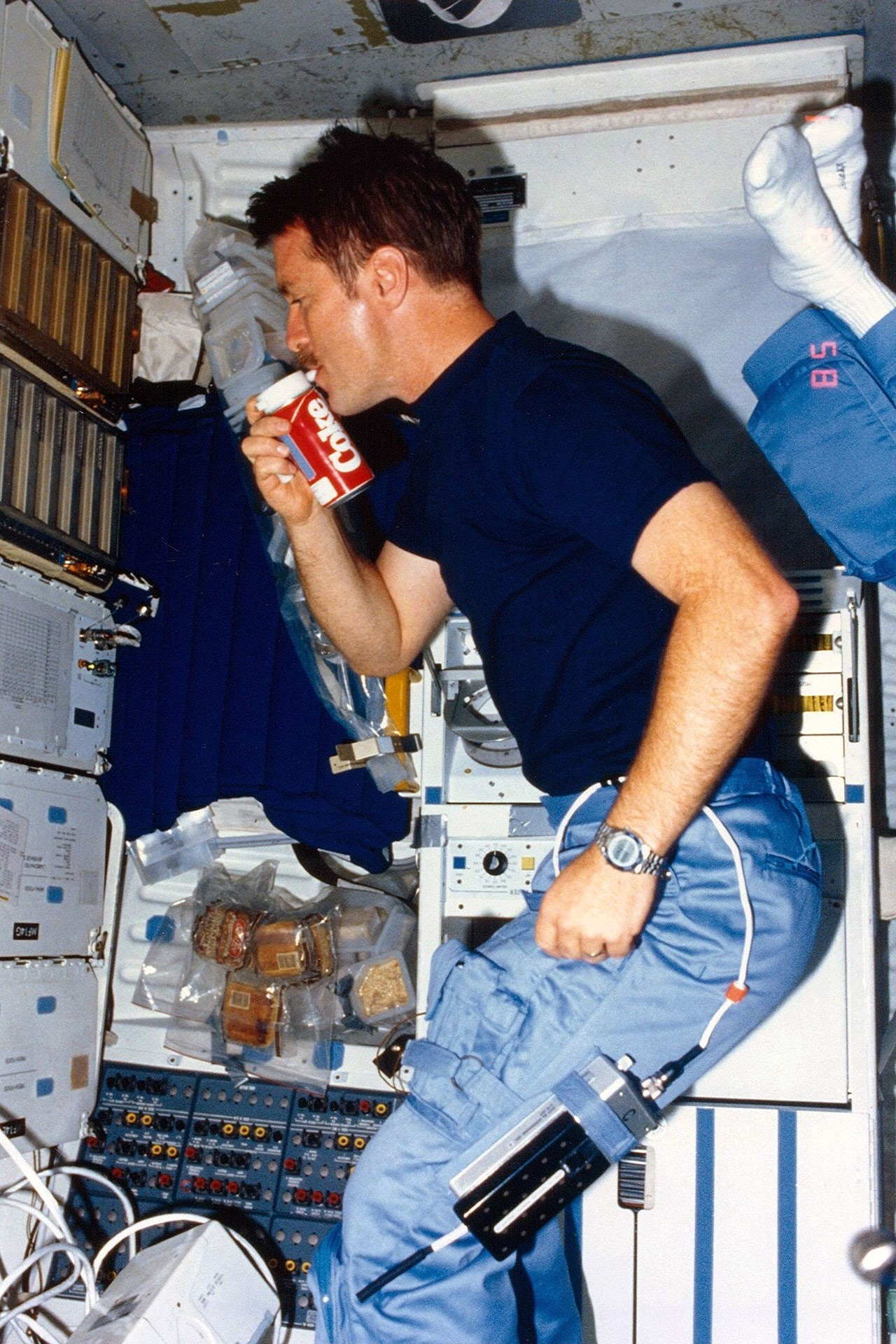
Энтони Инглэнд на орбите с банкой «Кока-колы».

Этот полёт — третий с космической лабораторией «Спейслэб». Было проведено 13 основных экспериментов, в частности, в следующих областях: астрономия, физика Солнца, изучение ионосферы, биология и несколько экспериментов с супержидким гелием.
«Spacelab-2» состояла из куполообразного модуля (Igloo) и трёх платформ, расположенных в грузовом отсеке и содержащих научные инструменты для исследований в области технологий, биологии, физики плазмы, астрономии, астрофизике, солнечной и атмосферной физике.
Основной задачей миссии было подтвердить эффективность систем типа «Spacelab» в связке с шаттлом, а также исследовать среду, создаваемую космическим аппаратом в космосе.
Эта миссия стала первой, в которой использовался только «поддон» «Спейслэба», и первой, в которой была применена система нацеливания его приборов (англ. Instrument Pointing System) (IPS), разработанная ЕКА. Поддон модуля был оборудован 13-ю научными приборами. Из них 7 предназначались для проведения астрономических наблюдений и экспериментов, 3 — для изучения земной ионосферы, 2 — для экспериментов в области наук о жизни и 1 — для изучения свойств сверхжидкого гелия.
Карл Хенайз отвечал за испытания системы нацеливания приборов лабораторного модуля, работу системы дистанционного манипулятора (RMS), поддержание работы систем лабораторного модуля и астрономические эксперименты.
  
Стори Масгрейв исполнял обязанности системного инженера во время запуска и входа, и пилота во время орбитальных операций. Также он постоянно был готов, в случае необходимости, к выходу в открытый космос. Для выхода в открытый космос на борту было два скафандра Extravehicular Mobility Unit (EMU).
 
Энтони Инглэнд во время полёта был ответственным за активацию и эксплуатацию систем «Спейслэба», операционных инструментов (IPS), а также системы дистанционного манипулятора, оказание помощи в экспериментах, проводимых другими членами экипажа, а также находился в постоянной готовности, в случае необходимости, к выходу в открытый космос. Также проводил передачу радиосигналов из космоса (Shuttle Amateur Radio Experiment)

В обязанности Лорена Эктона входило проведение научных исследований Солнца и других небесных объектов с использованием передовых технологий исследования пространства. Он выступал в качестве соавтора одного из экспериментов по изучению Солнца на астрономической лаборатории «Спейслэб-2» при помощи Универсального солнечного оптического поляриметра.

Джон-Дейвид Бартоу был соисследователем двух солнечных физических исследований на борту этой миссии, которые были разработаны для изучения особенностей наружных слоёв Солнца (SpacelabInfrared Telescope (IRT) и Plasma Diagnostics Package (PDP)).
Этот полёт «Челленджера» стал первым и единственным полётом шаттла, в котором астронавты взяли с собой на орбиту бутылки с «Кока-колой» и «Пепси-колой». Из-за невесомости и отсутствия холодильника они не смогли в полной мере насладиться напитками, но немного развлекли себя плавающими шарами из «Пепси» и «Колы».

## События при посадке
Миссия была продлена на 17 витков для дополнительных мероприятий с полезной нагрузкой в связи с неполадками во время старта. Совершив 127 витков вокруг Земли, «Челленджер» приземлился на базе ВВС США Эдвардс в Калифорнии. Полёт продолжался 7 суток 22 часа 46 минут и 21 секунду.

## Эмблема миссии
Космический челнок «Челленджер» изображён взлетающим в небеса в поисках новых знаний в области солнечной и звёздной астрономии при помощи модуля «Спейслэб-2». Созвездия Льва и Ориона изображены в позиции, соответствующей положению относительно Солнца во время полёта. Количество звёзд символизирует 19-й полёт «Спейс шаттла»